# Жерушник
Жеру́шник, также жеру́ха (лат. Roríppa) — род цветковых растений, относящийся к семейству Крестоцветные, или Капустные (Cruciferae).

## Ареал и экология
Род с широким лавразийским ареалом объединяет 70 видов (по данным сайта The Plant List — 100 видов). Растения встречаются на всех континентах, за исключением Антарктиды, распространены главным образом в умеренном поясе Северного полушария. Некоторые представители встречаются от пояса шибляка и полусаванн до пояса субальпийских лугов на высоте до 3200-4300 м над ур. м..
Во Флоре России 13 видов, произрастающих по всей территории страны, в среднерусском регионе — 8.
Растения произрастают в тундровой, лесной, степной зонах, горнолесном, горностепном, тундровом и альпийском поясах. По отношению к влажности в роде имеются гигрофиты, но встречаются гидрофиты, гигромезофиты и мезофиты. Растения произрастают в основном на освещённых или слабоосвещённых местах (не более 10 %); встречаются на песчаных и глинистых почвах, бедных, средних и богатых азотом, сильно- и слабокислых, нейтральных и слабощелочных, влажных, сырых, пропитанных водой.

## Ботаническое описание
Травянистые растения — однолетние, двулетние и многолетние, в основном, влаголюбивые, корневищные, нередко с утолщённым каудексом. Вегетативные части голые или покрытые простым опушением, стебель прямостоячий или лежачий, облиственный, простой или разветвлённый.
Прикорневые листья нередко собраны в розетку, на черешках, простые, цельные, выемчатые, лировидные или же единожды — трижды перисторассечённые. Стеблевые листья черешчатые или сидячие, простые, зубчатые, перистонадрезные или перисторассечённые, с клиновидным, суженным, ушковидным или стреловидным основанием.
Прицветные листья обычно отсутствуют, соцветия — кисти. Цветки обычно с опадающими чашелистиками, одинаковыми по форме, яйцевидными до продолговатых, часто с плёнчатым краем. Лепестки у большинства видов жёлтые, у некоторых — белые или розовые, иногда недоразвитые или отсутствуют вовсе; пластинка обратнояйцевидная, лопатчатая, продолговатая или обратноланцетная, с тупым или зазубренным концом; ноготок часто не чётко выделяется, нередко короче чашелистиков. Тычинки в числе шести, четыре из них длиннее двух оставшихся, иногда в числе четырёх, тогда равные по длине; пыльники яйцевидные или продолговатые. Семязачатки по 10—300 на завязь. Столбик выраженный или малозаметный, рыльце головчатое или двулопастное.
При плодоношении соцветие в той или иной мере удлиняется; плодоножки от прямостоячих до горизонтальных. Плод — стручок или стручочек, раскрывающийся при созревании, от линейной до шаровидной формы, в гладкими или бугорчатыми створками, как правило, с двумя (редко с тремя — шестью) плёнчатыми или кожистыми створками, с едва заметными жилками, с закруглённой перегородкой. Семена обычно двурядные, у некоторых видов крылатые, продолговатой, яйцевидной, округлой, сердцевидной или шаровидной формы, при намокании иногда слизистые.
| |  |  |
| Иллюстрации жерушника земноводного, жерушника лесного и жерушника болотного из книги А. Г. Дитриха Flora regni Borussici (1841) |  |  |

## Значение
Жерушник австрийский, жерушник болотный, жерушник лесной и Rorippa indica — сорные растения. Rorippa indica — также лекарственное растение, содержит рорифон.

## Таксономия
Научное название рода, по-видимому, образовано от др.-сакс. rorippen — названия, употреблявшегося по отношению к некоторому растению у Эвриция Кордуса.

### Синонимы
- Brachiolobos All., 1785
- Caroli-Gmelina G.Gaertn., B.Mey. & Scherb., 1800
- Ceriosperma (O.E.Schulz) Greuter & Burdet, 1983
- Clandestinaria Spach, 1838
- Kardanoglyphos Schltdl., 1857
- Neobeckia Greene, 1896
- Radicula Moench, 1794
- Roripella (Maire) Greuter & Burdet, 1983
- Sisymbrianthus Chevall., 1836
- Tetrapoma Turcz. ex Fisch. & C.A.Mey., 1835
- Trochiscus O.E.Schulz, 1933

### Виды
Некоторые виды:
- Rorippa alpina (S.Watson) Rydb., 1900
- Rorippa amphibia (L.) Besser, 1822 — Жерушник земноводный
- Rorippa austriaca (Crantz) Besser, 1822 — Жерушник австрийский
- Rorippa brachycarpa (C.A.Mey.) Hayek, 1925 — Жерушник короткоплодный
- Rorippa curvisiliqua (Hook.) Bessey ex Britton, 1894
- Rorippa indica (L.) Hiern, 1896
- Rorippa islandica (Oeder) Borbás, 1900
- Rorippa palustris (L.) Besser, 1822 — Жерушник болотный
- Rorippa pyrenaica (All.) Rchb., 1837 — Жерушник пиренейский
- Rorippa sinuata (Nutt.) Hitchc., 1894
- Rorippa subumbellata Rollins, 1941
- Rorippa sylvestris (L.) Besser, 1822 — Жерушник лесной
- Rorippa teres (Michx.) Stuckey, 1966